# あらい汎
あらい 汎（あらい はん、1944年7月30日 - ）は、日本の役者、演出家、作家。パントマイム劇団「汎マイム工房」主宰。本名は荒井 範昭（あらい のりあき）。旧劇団転形劇場　プロダクション旧ザッコ所属。
劇団、及び付属養成所の主事、東京女子体育大学非常勤講師、他劇団、養成所講師暦任。日本児童青少年演劇協同組合会員。

## 略歴
長野県岡谷市出身。舞台芸術学院15期卒業。下村正夫、兼八善兼に師事。新劇系劇団研究生を経て小劇団設立。児童劇団などにも関わる。パントマイムグループ「ザ・パントマ」と知り合いパントマイムとのコラボレーション作品に関わる。
銀座のシャンソン喫茶やシャンソンレストランでパントマイムを演じながら、表で看板代わりの人形ぶりを演じる。評判となりTV（ロッテ歌のアルバム）や映画に出演。新聞などにも多く話題を提供しパントマイマーとしての舞台出演が繁茂となる。同時に1968年大田省吾主催の「転形劇場」に入団。1971年にはヨネヤマママコと出会いママコザマイムの助手として指導助手、演出助手、共演の活動を始める。
1973年ヴィスコンシンマイムフェスティバル（米）に参加。引き続きヴィテルボカレッジにおいてマイム、クラウンの教習を受ける。1976年「汎マイム工房」設立。教育の為のパントマイムスタジオとマイムを基本戯とした創作活動を開始。TV、TBSワンツージャンプ、フジTVひらけ!ポンキッキ等へのレギュラー出演、NHKドラマ出演、舞台と活動の幅は広げた他、1982年イタリアマイムフェスティバル（アレツォ市）に於いてマイム劇「男のヴァラード」上演、マイムソリスト賞受賞するなど海外の公演も果たす。
1983年イタリア演劇フェスティバルに於いて黙劇「待合室」が総合グランプリを獲得。それを機会にフランス、ギリシャ、ユーゴスラビア、イギリスなど海外のフェスティバルへの招待公演に参加している。
2010年谷川俊太郎の「かなしみ」より着想を得た「あの青い空の波の音が聞こえるあたりに」を発表。
劇団公演の他に、あらい汎ソロマイムコンサート「汎・マイム・ひとり旅」「パントマイム詩集」などで全国鑑賞会、学校公演、ライブハウス・シャンソニエで上演活動を展開している。

## 主な作品
- ゆかいな海賊大冒険 （1982年・1983年・1984年、演出 ： 千葉真一） ※ジャパンアクションクラブ (JAC)ミュージカルでパントマイムを振付、出演。
- 黙劇 待合室（イタリアマイムフェスでグランプリ受賞作品）
- 黙劇 ファーストの遺言
- 黙戯 物置小屋のドン・キホーテ（著書、パントマイムの心と身体に台本掲載）
- サイレントドラマ オリンポスのMIMOS、
- 黙詩集 雨ニモ負ケズ
- ソロマイムコンサート 汎・マイム・ひとり旅

## 著書
- 白塗りの道化師　「パントマイムの心と身体」　晩成書房